# Pierre David (1886-1918)
Pour les articles homonymes, voir Pierre David et David.
Pierre David, né le 6 décembre 1886 à Paris et mort pour la France le 1er août 1918 à Grand-Rozoy, est un journaliste et un sympathisant de l'Action française d'origine juive.

## Biographie
Ancien élève au lycée Janson-de-Sailly, Pierre David entama une carrière de journaliste auprès de plusieurs périodiques financiers et économiques dont L'Information et la Cote Vidal. Pendant la Première Guerre mondiale, il continue d'écrire des articles notamment auprès du journal La Journée Industrielle. En octobre 1915, il écrit une lettre testamentaire destinée à Charles Maurras au cas où il devait mourir au front,. L'historienne Catherine Nicault émet l'hypothèse que Pierre David ait rallié les thèses de Charles Maurras avant la Première Guerre mondiale.
Pendant la guerre, Pierre David est mobilisé au même bataillon de chasseurs que Marius Plateau, secrétaire général de la Ligue d'Action française. Les deux hommes entretiennent une correspondance pendant le conflit.

## Citations militaires
Pierre David fait preuve de bravoure au combat. Il obtient trois citations dont une posthume.

« Volontaire pour toutes les missions périlleuses, notamment pendant la période de novembre 1915 à juillet 1916. A toujours été pour ses chefs un précieux auxiliaire. Gradé d'un sang-froid et d'un dévouement absolu, ayant au plus haut degré le sentiment du devoir. »
26 juillet 1917

« Sous-officier d'un grand mérite, joignant une compétence professionnelle étendue à une bravoure que rien n’émeut. Au cours des combats du 1er au 6 avril 1918, a effectué personnellement la surveillance d'un réseau téléphonique dans une zone violemment bombardée. Le 4 avril, a donné l'exemple à son personnel en établissant une ligne à travers un violent barrage d'artillerie. »
24 avril 1918

« Sous-officier d'une grande valeur morale, modèle de devoir hautement compris, précieux auxiliaire pour ses chefs. A donné en toutes circonstances l’exemple du, dévouement le plus absolu. Glorieusement tombé à son poste de combat le 1er août 1918. »
Citation posthume

## Hommages

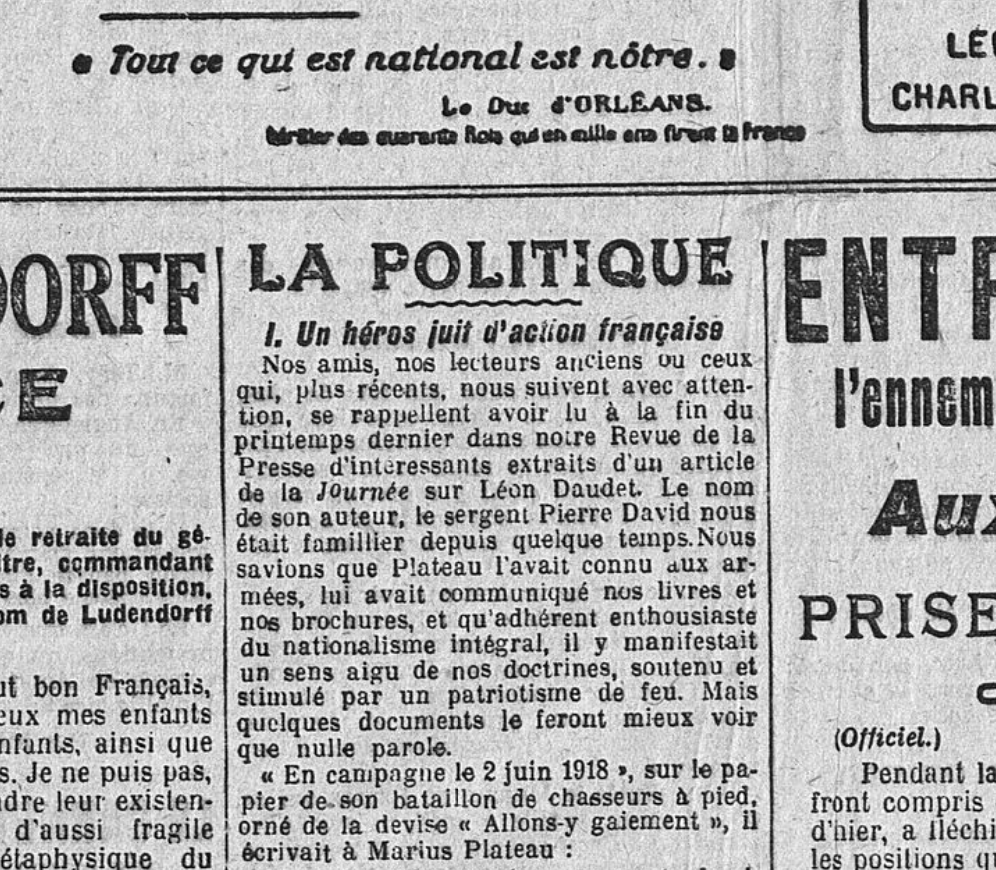
Hommage de Charles Maurras à Pierre David le 28 octobre 1918.

Après son décès survenu le 1er août 1918, Charles Maurras lui rend hommage en première page de L'Action française dans un article intitulé « Un héros juif d'Action française » ainsi que dans son livre Tombeaux publié en 1921,. La Journée industrielle lui adresse également un hommage dans ses colonnes.